# 145 (getal)
Het natuurlijke getal 145 volgt op 144 en gaat vooraf aan 146.

## In dewiskunde
- 145 is een faculteitconform getal, dat wil zeggen 145 = 1! + 4! + 5!. Het is de som van de faculteiten van de cijfers waaruit het getal bestaat.
- 145 is een getal dat op twee manieren geschreven kan worden als de som van twee kwadraten:

145 = 122 + 1, 145 = 92 + 82
- 145 is ook een Leylandgetal: 145 = 34 + 43.
- Het 145e priemgetal is 829 en die twee getallen achter elkaar gezet, 145829, vormen ook een priemgetal. Verder is ook:

1 + 4 + 5 + 8 + 2 + 9 = 29
En 29 is weer de grootste priemfactor van 145.
- 145 is een vijfhoeksgetal.
- 145 is een gecentreerd vierhoeksgetal.

## In het dagelijks leven
- De 145e dag van een niet-schrikkeljaar is 25 mei.